# Bahnhof Broad Street

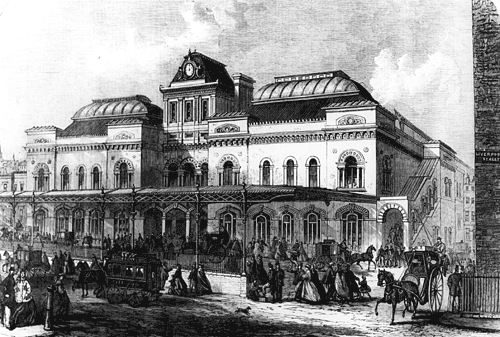
Bahnhof Broad Street (1865)

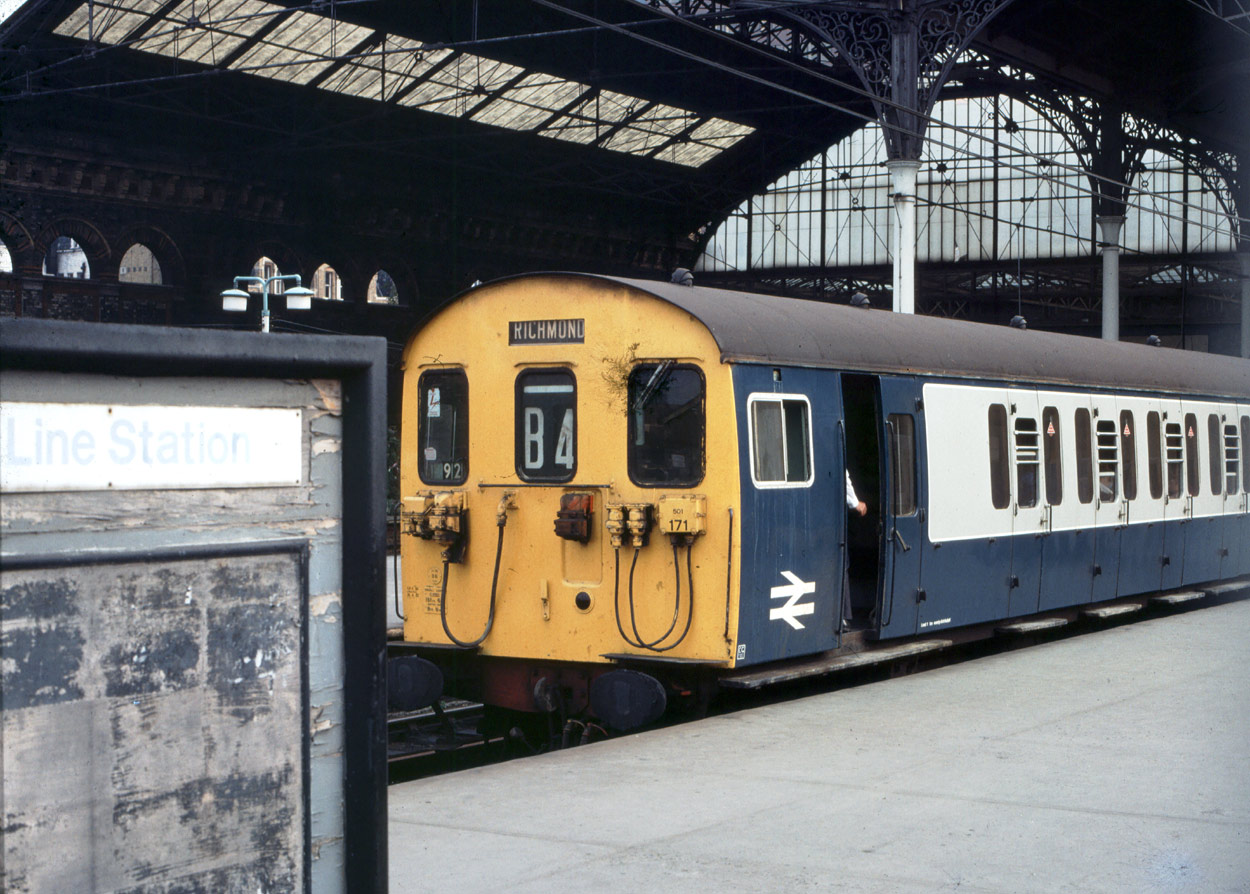
Zug im Bahnhof

Broad Street war ein bedeutender Bahnhof in der britischen Hauptstadt London. Er lag am nördlichen Rand der City of London, unmittelbar neben dem Bahnhof Liverpool Street und diente als Endstation der Bahngesellschaft North London Railway. Er wurde 1986 abgerissen und ist der einzige ersatzlos aufgegebene Kopfbahnhof im Stadtzentrum Londons.

## Geschichte
Der Bahnhof Broad Street wurde 1865 eröffnet und diente als Endstation eines größeren Netzes von Vorortseisenbahnlinien, das über die North London Line die östlichen und westlichen Stadtteile mit dem Stadtzentrum verband. Er verfügte über neun Bahnsteige und war nach Liverpool Street und Victoria der meistfrequentierte Bahnhof Londons. Zu Beginn des 20. Jahrhunderts gab es während der Hauptverkehrszeit praktisch jede Minute eine Abfahrt oder eine Ankunft. Allein im Jahr 1902 zählte der Bahnhof 27 Millionen Fahrgäste. Während einiger Jahre fuhr auch die Great Northern Railway nach Broad Street, als Ergänzung zu ihrem eigenen Bahnhof King’s Cross einige Kilometer weiter westlich.
Allerdings verlor die North London Line mit der Zeit die meisten ihrer Fahrgäste an die sich ausdehnenden Netze von Bussen, Straßenbahnen und U-Bahnen; der Bahnhof wurde immer weniger genutzt. Während des Zweiten Weltkriegs wurde er stark beschädigt und danach nicht mehr vollständig instand gesetzt. Der Vorortsverkehr in Richtung Poplar in den Docklands wurde während des Krieges eingestellt und danach nicht wieder aufgenommen.
Das Hauptgebäudes wurde 1956 geschlossen, die Fahrgäste mussten ihre Fahrscheine in einem Provisorium am Kopfende der Bahnsteige kaufen. 1963 war die endgültige Schließung vorgesehen, doch lokale Interessengruppen überzeugten die Regierung, dem Bahnhof eine letzte Gnadenfrist zu gewähren. Allerdings wurde nichts mehr investiert und das Angebot Schritt für Schritt reduziert.
1967 musste der größte Teil des Daches wegen Einsturzgefahr entfernt werden. 1969 wurden vier der neun Bahnsteige und der Güterbahnhof geschlossen. Nach der Eröffnung der Northern City Line 1976 wurden der Betrieb von Vorortszügen in die östlichen Vororte während der Hauptverkehrszeit eingestellt. Der Bahnhof verfiel immer weiter; zwischen den ungenutzten Bahnsteigen wuchsen sogar Bäume.
1985 nutzten noch 6.000 Passagiere wöchentlich den Bahnhof, und 300 kamen hier während der morgendlichen Hauptverkehrszeit an. Mit dem Fahrplanwechsel im Mai 1985 fielen auch die Züge nach Richmond weg, so dass nur noch vereinzelte Züge nach Watford Junction übrigblieben. Diese fuhren vom äußeren Ende des einzigen noch genutzten Bahnsteigs ab, denn im November dieses Jahres begann der Abbruch des Hauptgebäudes. Der letzte Bahnsteig war bis zum 28. Juni 1986 in Betrieb, als der Bahnhof endgültig geschlossen wurde.
Auf dem Gelände des ehemaligen Bahnhofs entstand das große Büro- und Einkaufszentrum Broadgate. Vom Bahnhof selbst ist nichts erhalten geblieben. Mit Ausnahme des kurzen südlichsten Abschnitts wird der Viadukt, der von der North London Line zur Broad Street führte, seit 2010 von der verlängerten East London Line benutzt.
Paul McCartney verewigte 1984 den zerfallenden Bahnhof auf dem Album Give My Regards to Broad Street und im dazugehörigen Film Broad Street.
W. G. Sebald beschreibt in Austerlitz die Abbrucharbeiten und die dabei zutage getretenen Reste der Bestattungs- und Bleichfelder (S. 188ff).